# Tapeina
Tapeina – rodzaj chrząszczy z rodziny kózkowatych i podrodziny zgrzypikowych. Jedyny z plemienia Tapeinini.

## Zasięg występowania
Ameryka Południowa i Północna od Meksykańskiego stanu Sinaloa oraz Trynidadu na płn. po Argentynę na płd.

## Systematyka
Do Tapeina należy 10 gatunków:
- Tapeina bicolor
- Tapeina coronata
- Tapeina dispar
- Tapeina erectifrons
- Tapeina hylaeana
- Tapeina melzeri
- Tapeina paulista
- Tapeina rubronigra
- Tapeina rudifrons
- Tapeina transversifrons